# Nurul Sriyankem
Nurul Sriyankem (tiếng Thái: นูรูล ศรียานเก็ม; RTGS: Nurun Siyankem, sinh ngày 8 tháng 2 năm 1992), còn được biết với tên đơn giản Nu (tiếng Thái: นู) là một cầu thủ bóng đá người Thái Lan thi đấu ở vị trí tiền vệ chạy cánh cho câu lạc bộ Giải bóng đá Ngoại hạng Thái Lan Port và đội tuyển quốc gia Thái Lan.

## Sự nghiệp quốc tế
Anh đại diện U-23 Thái Lan ở Đại hội thể thao châu Á 2014. Nurul cũng là một phần của đội hình Thái Lan ở Giải vô địch bóng đá Đông Nam Á 2014. Vào tháng 5 năm 2015, anh được triệu tập by Thái Lan để thi đấu Vòng loại giải vô địch bóng đá thế giới 2018 khu vực châu Á với Việt Nam. Anh đoạt chức vô địch Đại hội Thể thao Đông Nam Á 2015 với U-23 Thái Lan.

### Quốc tế
Tính đến 1 tháng 12 năm 2018
| Đội tuyển quốc gia | Năm  | Số trận | Bàn thắng |
| ------------------ | ---- | ------- | --------- |
| Thái Lan           | 2014 | 1       | 0         |
| Thái Lan           | 2015 | 1       | 0         |
| Thái Lan           | 2016 | 1       | 0         |
| Thái Lan           | 2017 | 4       | 0         |
| Thái Lan           | 2018 | 8       | 0         |
| Thái Lan           | Tổng | 15      | 0         |

### Bàn thắng quốc tế

#### U-23
| #  | Ngày                | Địa điểm           | Đối thủ     | Tỉ số | Kết quả | Giải đấu                         |
| -- | ------------------- | ------------------ | ----------- | ----- | ------- | -------------------------------- |
| 1. | 6 tháng 6 năm 2012  | Băng Cốc, Thái Lan | Philippines | 4-0   | 9-1 (L) | Giao hữu                         |
| 2. | 31 tháng 8 năm 2014 | Phuket, Thái Lan   | Myanmar     | 1-0   | 8-1(W)  | Giao hữu                         |
| 3. | 19 tháng 5 năm 2015 | Băng Cốc, Thái Lan | Myanmar     | 4–0   | 4–0(W)  | Giao hữu                         |
| 4. | 29 tháng 5 năm 2015 | Bishan, Singapore  | Lào         | 3–0   | 6–0(W)  | Đại hội Thể thao Đông Nam Á 2015 |
| 5. | 6 tháng 6 năm 2015  | Bishan, Singapore  | Brunei      | 5–0   | 5–0(W)  | Đại hội Thể thao Đông Nam Á 2015 |

## Danh hiệu
Quốc tế
U-23 Thái Lan
- Sea Games  Huy chương Vàng (1); 2015